# Dialoguiste
Pour l’article homonyme, voir Dialoguistes.
Un ou une dialoguiste est une personne dont le métier est d'écrire les dialogues d'œuvres de fiction, pour le cinéma, la télévision ou d'autres médias.

## Description
Le dialoguiste travaille avec le scénariste et le réalisateur et, à travers l'art des mots, affirme le style des personnages du film. La fonction de dialoguiste peut être occupée par le scénariste lui-même, mais un homme de spectacle peut être spécialisé dans l'écriture de dialogues, y compris pour des scénarios dont il n'est pas l'auteur. Le métier de dialoguiste peut interagir avec l'adaptation cinématographique, ou avec le doublage quand il s'agit d'adapter des dialogues d'œuvres filmées dans une langue étrangère.

## Dialoguistes célèbres du cinéma français
- Michel Audiard
- Pascal Jardin
- Jean-Jacques Beineix
- Michel Blanc
- François Boyer
- Jean-Loup Dabadie
- Henri Jeanson
- Jacques Prévert